# Mistrzostwa Świata w Kolarstwie Torowym 1903
11. Mistrzostwa Świata w Kolarstwie Torowym 1903 odbyły się w stolicy Danii – Kopenhadze.

## Medaliści

### Mężczyźni
| Konkurencja                              | Złoto              | Srebro             | Brąz             |
| ---------------------------------------- | ------------------ | ------------------ | ---------------- |
| Sprint indywidualny amatorów             | Arthur Reed        | James Benyon       | Carl Hellemann   |
| Wyścig ze startu zatrzymanego amatorów   | Edmond Audemars    | Vittorio Carlevaro | Reinhold Herzog  |
| Sprint indywidualny zawodowców           | Thorvald Ellegaard | Willy Arend        | Harrie Meyers    |
| Wyścig ze startu zatrzymanego zawodowców | Piet Dickentman    | Thaddäus Robl      | Alfred Görnemann |

## Klasyfikacja medalowa
| Miejsce | Państwo              |   |   |   | Razem |
| ------- | -------------------- | - | - | - | ----- |
| 1.      | Wielka Brytania      | 1 | 1 | 0 | 2     |
| 2.      | Dania                | 1 | 0 | 1 | 2     |
|         | Holandia             | 1 | 0 | 1 | 2     |
| 4.      | Szwajcaria           | 1 | 0 | 0 | 1     |
| 5.      | Cesarstwo Niemieckie | 0 | 2 | 2 | 4     |
| 6.      | Królestwo Włoch      | 0 | 1 | 0 | 1     |